# 前743年
| 千纪： | 前1千纪 |
| 世纪： | 前9世纪 \| 前8世纪 \| 前7世纪 |
| 年代： | 前770年代 \| 前760年代 \| 前750年代 \| 前740年代 \| 前730年代 \| 前720年代 \| 前710年代 |
| 年份： | 前748年 \| 前747年 \| 前746年 \| 前745年 \| 前744年 \| 前743年 \| 前742年 \| 前741年 \| 前740年 \| 前739年 \| 前738年 |
| 纪年： | 戊戌年（狗年）；周平王二十八年；魯惠公二十六年；齊莊公五十二年；晉昭侯三年；曲沃桓叔二年；秦文公二十三年；楚霄敖十五年；宋宣公五年；衛莊公十五年；陳桓公二年；蔡宣公七年；曹桓公十四年；鄭莊公元年；燕鄭侯二十二年；杞武公八年 |

## 大事記
- 鄭國封太叔段於京邑，是為京太叔。[1]